# Utah Olympic Oval
El Utah Olympic Oval és un complex esportiu situat a la ciutat de Salt Lake City (Utah, Estats Units) destinat a la pràctica del patinatge de velocitat sobre gel i que té una capacitat per a 6.000 espectadors.
Fou utilitzat durant la realització dels Jocs Olímpics d'Hivern de 2002 celebrats a Salt Lake City per allotjar la realització de les proves de patinatge de velocitat, on gràcies a la seva altitud (1423 metres sobre el nivell del mar) s'aconseguiren batre deu rècords olímpics i vuit rècords mundials, motiu pel qual fou anomenat "The Fastest Ice on Earth" (la pista més ràpida de la Terra).